# Bruno Amaducci
 (novembre 2023).
Bruno Amaducci, né le 5 janvier 1925 à Lugano où il est mort le 26 janvier 2019, est un chef d'orchestre et musicien suisse.

## Biographie
Bruno Amaducci est chef d'orchestre au Metropolitan Opera de New York, à l'Opéra d'État de Vienne, au Deutsche Oper Berlin et à l'Opéra national de Paris, entre autres.
Bruno Amaducci travaille à la radio de Suisse italienne dès 1941. À partir de 1980, il conçoit les programmes musicaux de la station. En 1982, il est nommé directeur artistique de la Primavera Concertistica de Lugano. Deux ans plus tard, il reprend ce poste aux concerts de Locarno.
Bruno Amaducci fondé l'Associazione Ricerche Musicali nella Svizzera Italiana en 1969.
Bruno Amaducci meurt le 26 janvier 2019. Son héritage artistique avec plus de 300 unités d'index est conservé par la Phonothèque nationale suisse à Lugano.

## Documents sonores (sélection)
Enregistrements dans les archives de la Phonothèque nationale suisse à Lugano :
- Bruno Amaducci en ténor bouffe, dans l'Opéra-bouffe La Belle Hélène de Jacques Offenbach. Studio Radio Lugano, 20 mai 1946. En ligne (HR2573).
- Bruno Amaducci comme chef d'orchestre de l'Orchestre Pasdeloup ; Franz von Suppé : Poète et paysan, ouverture ; Cavalerie légère, ouverture. Sans année. En ligne (S10869).
- Bruno Amaducci comme chef d'orchestre de l'Orchestre Pasdeloup ; Johann Sebastian Bach : Aria de la 3e suite en ré ; Luigi Boccherini : Célèbre menuet ; Jean-Baptiste Lully : Menuet du bourgeois gentilhomme. Sans année. En ligne (S10481).
- Entretien avec le maestro Bruno Amaducci. Interview, partie 1. (7 novembre 2007, italien ; FILE30)
- Entretien avec le maestro Bruno Amaducci. Interview, partie 2. (7 novembre 2007, italien ; FILE31)
- Vita et Carriera di un directeur de l'orchestre. Entretien. (16 octobre 2008, italien ; FILE36)